# Жељко Сулавер
Жељко Сулавер (Љубиње, 1. новембра 1968), пјесник.

## Биографија
Жељко Сулавер је рођен у Љубињу, гдје је завршио основну школу. Средњу школу је завршио у Требињу. Даље школовање наставља у Чачку, у Србији. 
Свој пјеснички развој достиже крајем 80-тих и почетком 90-тих година, доласком у Србију. Инспирисан Чачанском равницом, ријеком Моравом, Овчарско-Кабларском клисуром, бројним манастирима и осталим културним наслијеђем у срцу Србије, проширује своје видике и могућности. Далеко од родне Херцеговине, носталгични зов за родним крајем почиње да лијечи у пјесмама као што су „Слика дома мога”, „Доме мој”, „Последњи поздрав коријенима”. Као печат на то вријеме и на духовну везу између пјесника и овог неисцрпног извора пјесничке инспирације, настале су и пјесме „Шумадијо” и „Србија”.
Накох 11 година у Србији, одсељава се у Едмонтон, у Канади. Тада много више, него када је први пут напустио родну Херцеговину, има потребу да јој пише да му недостаје. Вријеме ће неминовно да промијени све што је срце запамтило. Свака нова пјесма је имала шансу да се окити најљепшим бојама, најдражим мирисима и звуковима. Тако су настале неке од његових пјесама:„Земљо моја”,„Божић у Херцеговини”, „Како да знам”,„Страх од сјећања”,„Херцеговина” и друге. Пише љубавну поезију и гусларски десетерац.
Од великог броја написаних радова, пјесма „Шумадијо” је објављена у најзападнијим српским новинама- ванкуверском „Кишобран”-у. 
Задњих година Жељко Сулавер активно сарађује и објављује своје радове на веб страници „Поезија СЦГ”. Као круна те сарадње, неколико његових пјесама се нашло у књизи „Први Пут” која је изашла из штампе у јулу 2008. године. Жељкова поезија је објављивана и у Зборницима поезије „Гарави сокак”,на интернет страници Дијаспора, у часописима „Суштина Поетике”, „Уметнички хоризонти”, „Људи Говоре” (Торонто).
Жељко Сулавер сада живи, ради и пише у Едмонтону, у Канади.